# Беллерофонт
Беллерофо́нт (др.-греч. Βελλεροφῶν) — в древнегреческой мифологии сын либо коринфского царя Главка, либо Посейдона и Евриномы. В молодости нечаянно убил брата и был вынужден бежать в Тиринф к царю Прету. Там его полюбила жена царя Сфенебея, но, не пользуясь взаимностью, оклеветала перед мужем. Тогда Прет отправил Беллерофонта к своему тестю Иобату в Ликию с письмом, в котором содержалась просьба убить юношу. Иобат дал гостю несколько смертельно опасных заданий, в том числе убийство чудовища Химеры, которые тот с честью выполнил. Беллерофонту покровительствовала Афина, которая помогла обуздать крылатого коня Пегаса.

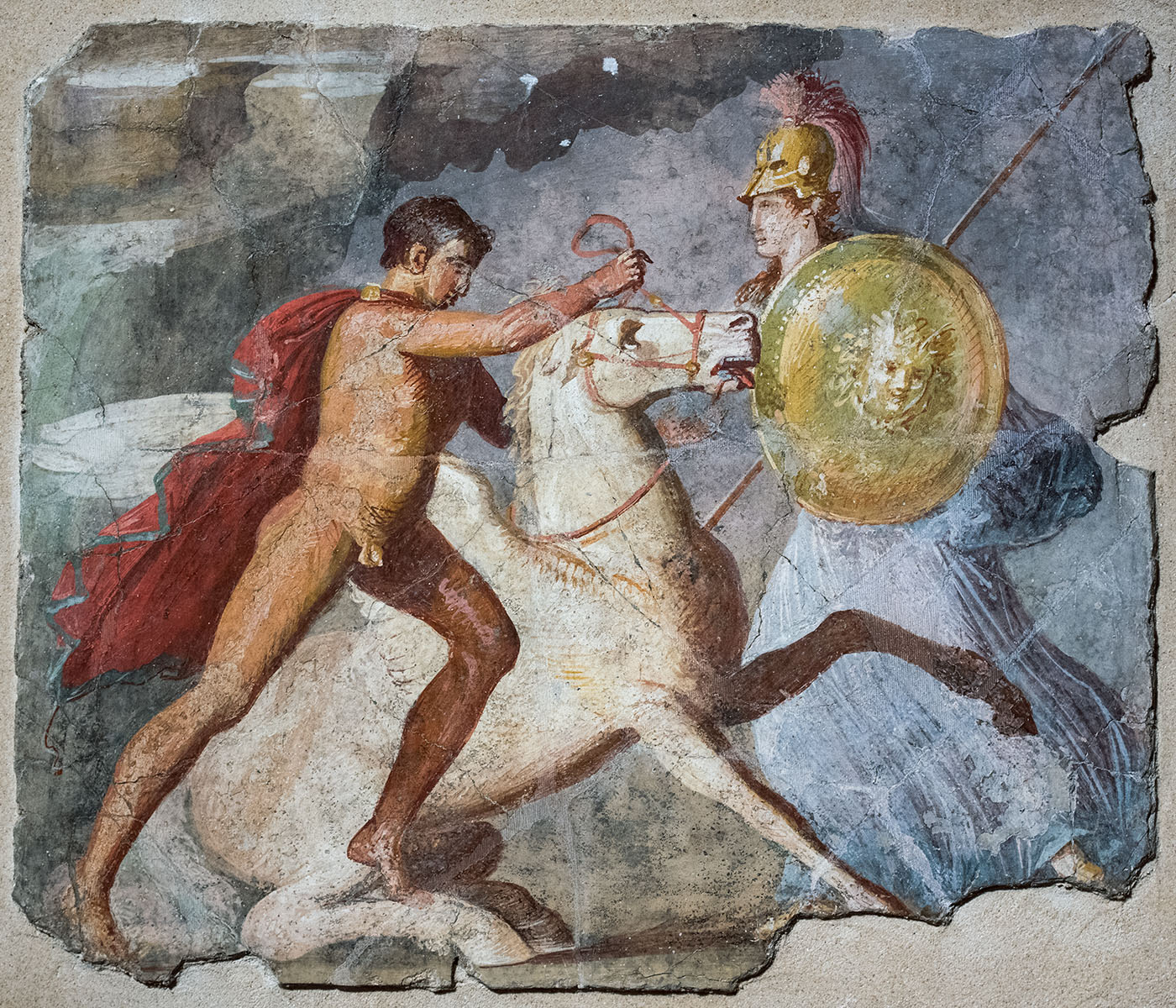
Беллерофонт, Пегас и Афина. Фреска третьего стиля из Помпей, первая половина I века

После того как правда раскрылась, Иобат выдал замуж за Беллерофонта свою дочь. Окрылённый успехами герой решил подняться на Пегасе к богам на Олимп. Зевс, чтобы не допустить такого святотатства — самовольного проникновения смертного в чертоги богов, — наслал на крылатого коня овода. Пегас взбесился и сбросил Беллерофонта на землю. Хромой, слепой и всеми покинутый герой скитался до самой смерти по Алейской долине. Будучи слепым стариком, он примирился с богами и осознал свою гордыню.
Культ Беллерофонта был распространён по всей Элладе. Особым почитанием он пользовался в Коринфе, Ликии и Карии.

## Этимология
Существует две версии относительно происхождения имени «Беллерофонт». Первая трактует его, как состоящее из двух частей: βέλεμνον, βελόνη, βέλος («снаряд, дротик, метание копья, игла, стрела») и -φόντης («убийца»). Согласно второй «Беллерос» или «Беллер» является не оружием, а собственным именем. Тогда Беллерофонта можно представить «убийцей Беллера». Кем был этот Беллер — человеком или сверхъестественным существом, дошедшие до наших дней древнегреческие мифы умалчивают. Возможно, έλλερον в данном случае обозначает «зло» как таковое, что делает Беллерофонта «убийцей зла». В этом контексте прослеживается связь с румынским драконом и персонификацией зла Балауром, которого побеждает герой Фэт-Фрумос, что является отголоском мифов индоевропейского происхождения.
Современные источники, в отличие от античных, подчёркивают, что «Беллерофонт» — эпитет древнегреческого героя, в то время, как его имя при рождении было «Гиппоной».

## Мифы

### Происхождение. Ранние годы. Ссылка в Арголиду
Впервые упомянут в «Илиаде» Гомера в качестве сына царя Коринфа Главка и Евриномы. По версии Гигина Евринома родила сына не от мужа, а от бога морей Посейдона. Нечаянно убив своего брата Алкимена, Беллерофонт был вынужден отправиться к царю Тиринфа Прету. Согласно Павсанию, ещё будучи коринфским царевичем сватался к дочери правителя Трезена Питфея Эфре. Однако после того, как Беллерофонт из принца превратился в изгнанника, помолвка расстроилась. В Арголиде он впервые показал свой талант наездника, выиграв скачки на погребальных играх по Пелию.
Жена тиринфского царя Прета Сфенебея воспылала к юноше любовью, но была им отвергнута. Тогда царица оклеветала Беллерофонта перед мужем, обвинив в домогательстве. Прет решил перепоручить месть своему тестю — ликийскому царю Иобату. Беллерофонту было поручено доставить письмо отцу Сфенебеи, в котором содержался приказ убить его подателя.
Современные антиковеды находят сходство и возможную взаимосвязь в истории Беллерофонта и Сфенебеи с библейским сюжетом об Иосифе и жене Потифара.
Также лингвисты указывали на то, что во времена, когда возник миф о Беллерофонте, у греков отсутствовала письменность, поэтому письмо со «злоковарными знаками», которое должен был передать Беллерофонт, могло быть воспоминанием о Линейном письме Б микенской эпохи.

### На службе у Иобата

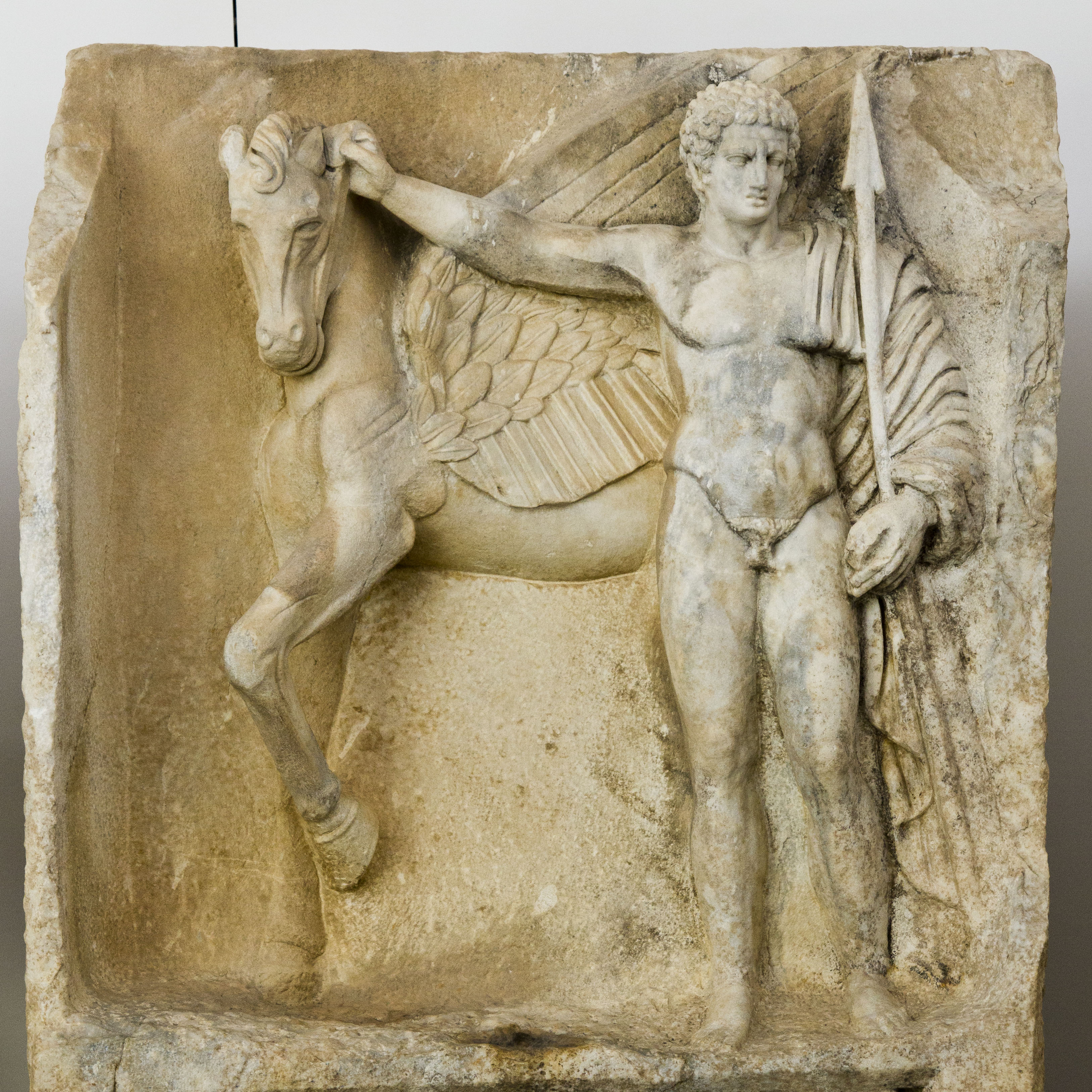
Беллерофонт с Пегасом. Античный барельеф. Афродизиас

Беллерофонт с письмом благополучно добрался до Ликии. Иобат принял его благосклонно и угощал за своим столом на протяжении девяти дней. На десятый день, когда ликийский царь прочитал письмо, то оказася перед дилеммой, так как не мог ни отказать зятю, ни убить человека с которым он «преломил хлеб и соль» согласно почитаемым в то время законам гостеприимства. Тогда он приказал Беллерофонту убить Химеру — огнедышащее чудовище о трёх головах: спереди — льва, в середине — козы, сзади — змеи.

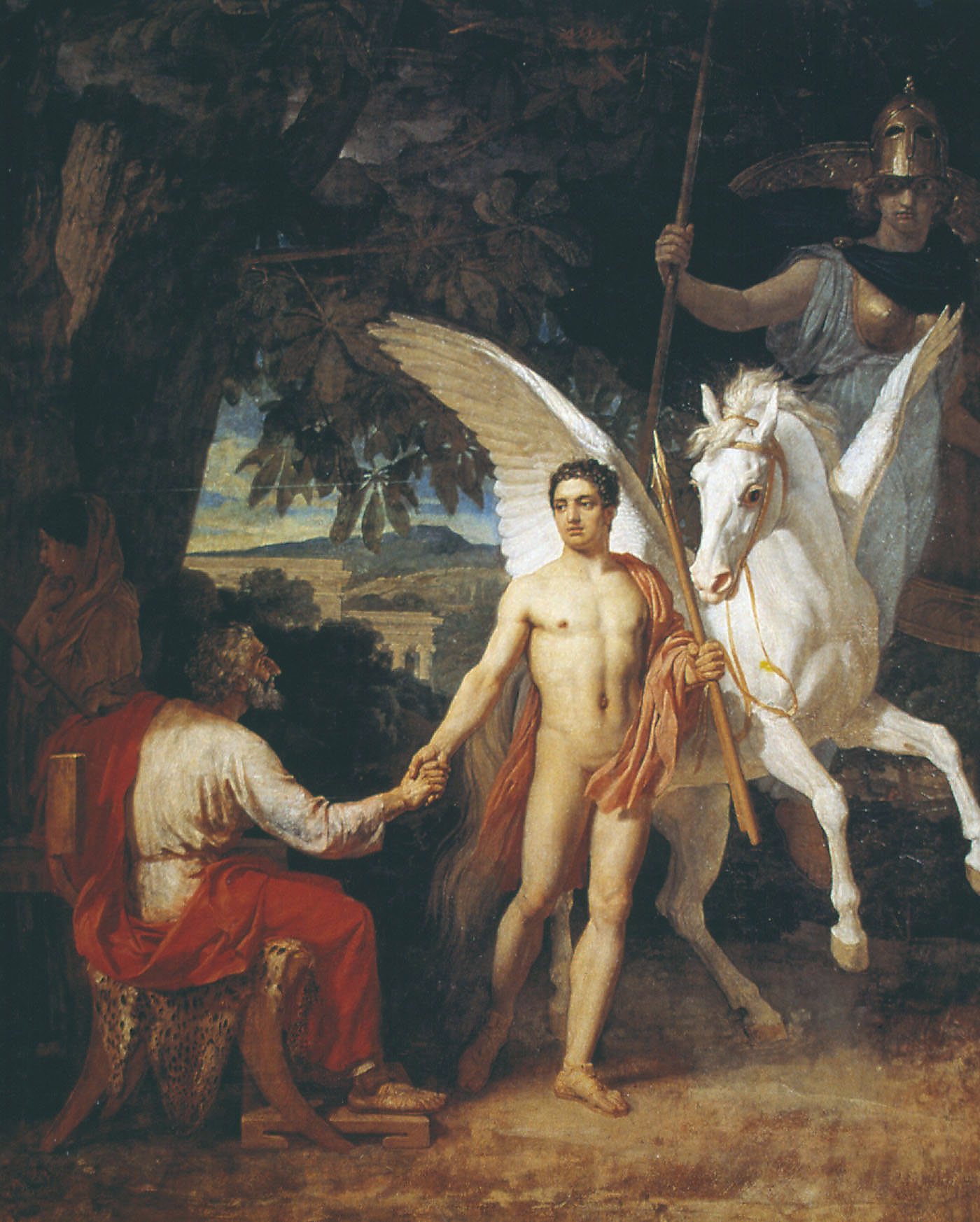
«Беллерофонт отправляется в поход против Химеры». А. А. Иванов, 1829 год. Государственный Русский музей. Санкт-Петербург

Перед тем как отправиться на выполнение задания, Беллерофонт сумел приручить крылатого коня Пегаса. По версии Гесиода, его подарил сыну Посейдон. По Страбону, Беллерофонт поймал коня на водопое около коринфского источника Пирены. Согласно Пиндару и Павсанию, Пегаса мифологическому древнегреческому герою помогла получить, или даже собственноручно для него обуздала, Афина. В связи с этим в Коринфе — городе, где Беллерофонт пользовался особым почитанием, — богине Афине Халинитиде (Обуздывающей) посвятили святилище.
Взлетев на Пегасе над Химерой, Беллерофонт поразил её стрелой из лука. Вслед за выполнением первого задания Иобат поручил ему победить воинственных солимов — народ, населявший Ликию ещё до прихода переселенцев с Крита, потомки которых стали ликийцами. После победы над солимами Беллерофонта отправили сражаться с амазонками. Когда же он и их победил, то Иобат собрал самых смелых жителей своего царства и поручил им убить Беллерофонта по пути назад. Они спрятались в засаде, но были обнаружены и перебиты.
В сочинениях Плутарха содержатся ещё две версии мифа относительно действий Беллерофонта после того, как намерения Иобата его погубить стали явными. Победитель Химеры и амазонок вошёл в море и взмолился своему отцу Посейдону покарать ликийцев. Выйдя на сушу, он отправился к Иобату. В этот момент за ним стала прибывать вода, затапливающая сушу. Местные жители безуспешно просили Беллерофонта остановить бедствие. Тогда женщины Ксанфа подняли хитоны и пошли навстречу сыну бога морей. Пристыженный Беллерофонт повернулся и побежал назад. Вместе с ним отступила и вода. Согласно другому мифу, несколько оторванному от основной сюжетной линии, представляющему собой пересказ Плутархом части сочинения Нимфиса Гераклейского, Беллерофонт убил дикого кабана, который опустошал ликийские земли. Не получив за свой подвиг награды, он обратился к Посейдону. Разгневанный бог сделал все поля этой области бесплодными. И только снизойдя к мольбам женщин Беллерофонт попросил отца снять заклятие. В этих историях Плутарх находит обоснование исключительно ликийской, нехарактерной для Эллады, практике вести свой род по материнской, а не отцовской линии.
Поражённый силой Беллерофонта, Иобат показал ему письмо Прета и упросил остаться при дворе. Также он отдал замуж за героя свою дочь Филоною и завещал новоиспечённому зятю царство. От Филонои у Беллерофонта родились двое сыновей — Исандр и Гипполох — и дочь Лаодамия.

### Судьба Сфенебеи
Античные источники по-разному описывают судьбу Сфенебеи, из-за козней которой Беллерофонт оказался в Ликии. По одной версии, когда отвергнутая женщина узнала о судьбе юноши, которого хотела погубить, то покончила жизнь самоубийством, выпив яд. По другой, более поэтичной версии, изложенной в не дошедшей до наших дней трагедии Еврипида «Сфенебея», Беллерофонт вернулся в Тиринф, поклялся жене местного царя в любви и уговорил бежать с ним из города. Во время полёта на Пегасе сбросил её в море.

### Неудачный полёт на Олимп. Дальнейшая жизнь
Окрылённый успехами Беллерофонт стал надменным и утратил здравый рассудок. Он решил подняться на Пегасе на вершину Олимпа. Зевс, чтобы не допустить такого святотатства — самовольного проникновения смертного в чертоги богов, — наслал на крылатого коня овода. Пегас взбесился и сбросил Беллерофонта на землю.
Хромой, слепой и всеми покинутый герой скитался по Алейской долине (в дословном переводе «долине странствий») до самой смерти. Будучи слепым стариком, он примирился с богами и осознал свою гордыню.

### Античные попытки рационального трактования мифа
Античные писатели пытались найти историческую подоплёку внешне невероятных историй о Беллерофонте. Плутарх и Палефат делают предположение, что Химера представляла собой не чудовище о трёх головах, а пирата Химару, который на своём корабле с изображениями на носу и корме льва и дракона наводил ужас на ликийцев. Его и победил Беллерофонт на судне «Пегас». Также существовали предположения о том, что Химерой назывался зеркальный утёс, отражающий солнечный свет, что вызывало пожары. Беллерофонту удалось стесать его гладкую поверхность, тем самым устранив причину возгораний.
Относительно истории с наступающим морем было высказано предположение о разрушении Беллерофонтом природной плотины. Ватиканский аноним утверждает, что крылатый конь Пегас был вымыслом, а Беллерофонт — учёным, который изучал астрономию и поднялся на небо благодаря размышлению.

## Почитание

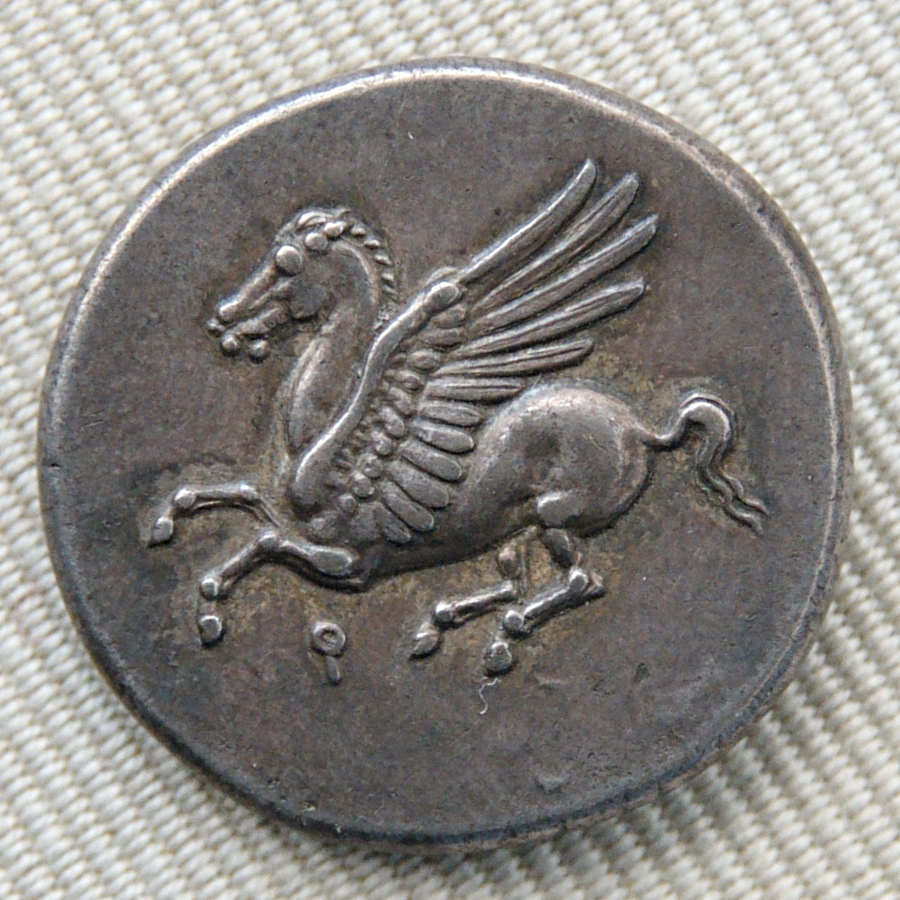
Коринфская тридрахма 308—306 годов до н. э.

Культ Беллерофонта был распространён во всей античной Элладе. Так как он происходил из царского рода в Коринфе, то именно в этом городе Беллерофонт был местным героем, которого почитали особо, приблизительно так же, как афиняне Тесея. Беллерофонту в Коринфе воздавали почести как полубогу (ἥρως), его статуя с Пегасом находилась в храме Посейдона. Перед городом располагалась кипарисовая роща Кранеон, часть которой занимал священный участок Беллерофонта. На деньгах Коринфа чеканили атрибут Беллерофонта Пегаса. Эти монеты, называемые в просторечии «жеребчиками» (πολος), имели множество подражаний и стали наиболее распространёнными в западной половине греческого мира, а именно на берегах Адриатического моря, Апеннинского полуострова и Сицилии в V—IV столетиях до н. э. Также на коринфских монетах встречаются сюжеты связанные с мифами о Беллерофонте, в частности статуя Афины «Обуздывающей» с уздечкой в правой руке, Химера и др. Соответствующие монеты в Коринфе чеканили и в составе Римской империи, вплоть до времени правления Александра Севера (222—235 годы н. э.), в качестве провинциальных денег.
Кроме Коринфа Беллерофонт пользовался особым почитанием в Ликии и Карии. Жители карийских Афродизиаса и Галикарнаса считали этого героя основателем своих городов. В этом современные антиковеды видят обоснование территориальных притязаний полисов на земли соседей, которыми должен был править их мифический основатель, в силу обстоятельств не занявший трон ликийского царя.

## В искусстве

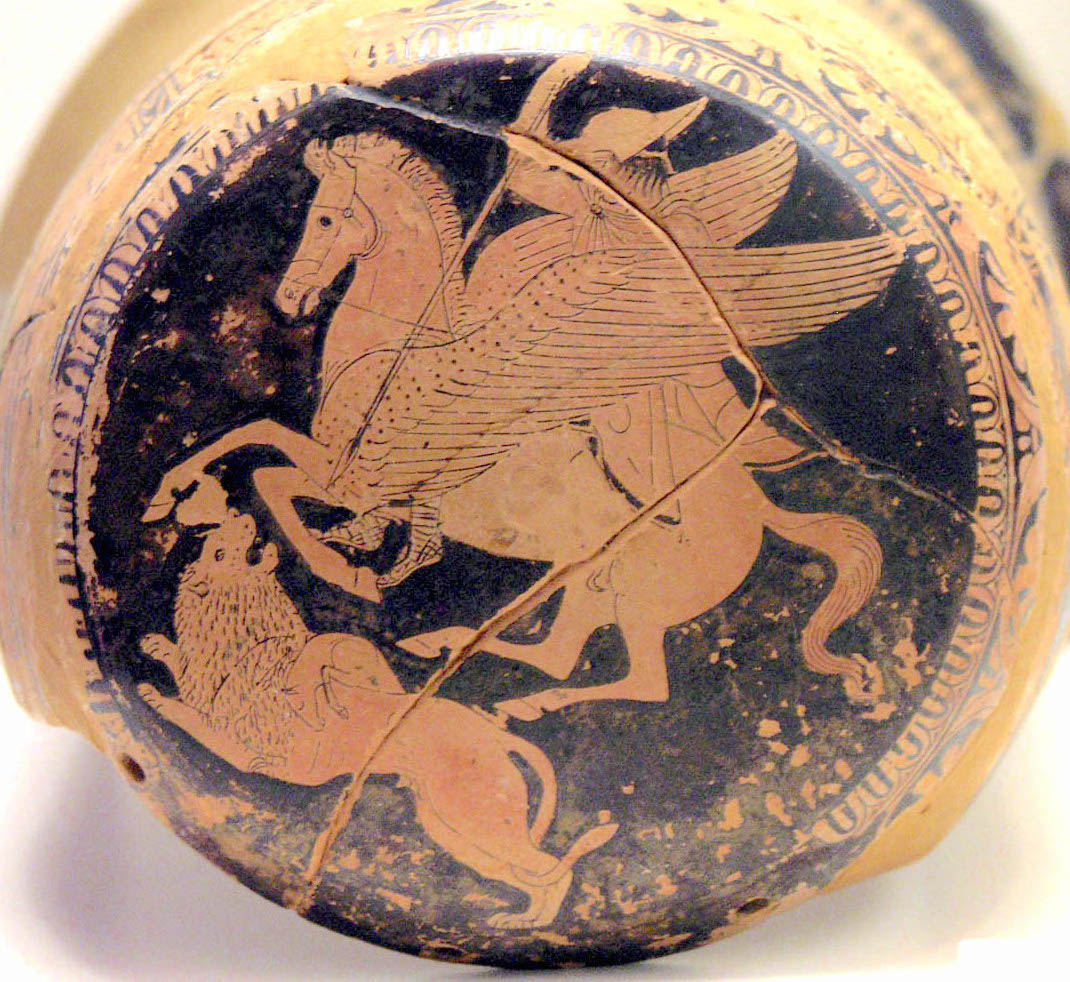
Беллерофонт убивает Химеру. Древнегреческий эпинетрон 425—420-х годов до н. э. Национальный археологический музей. Афины

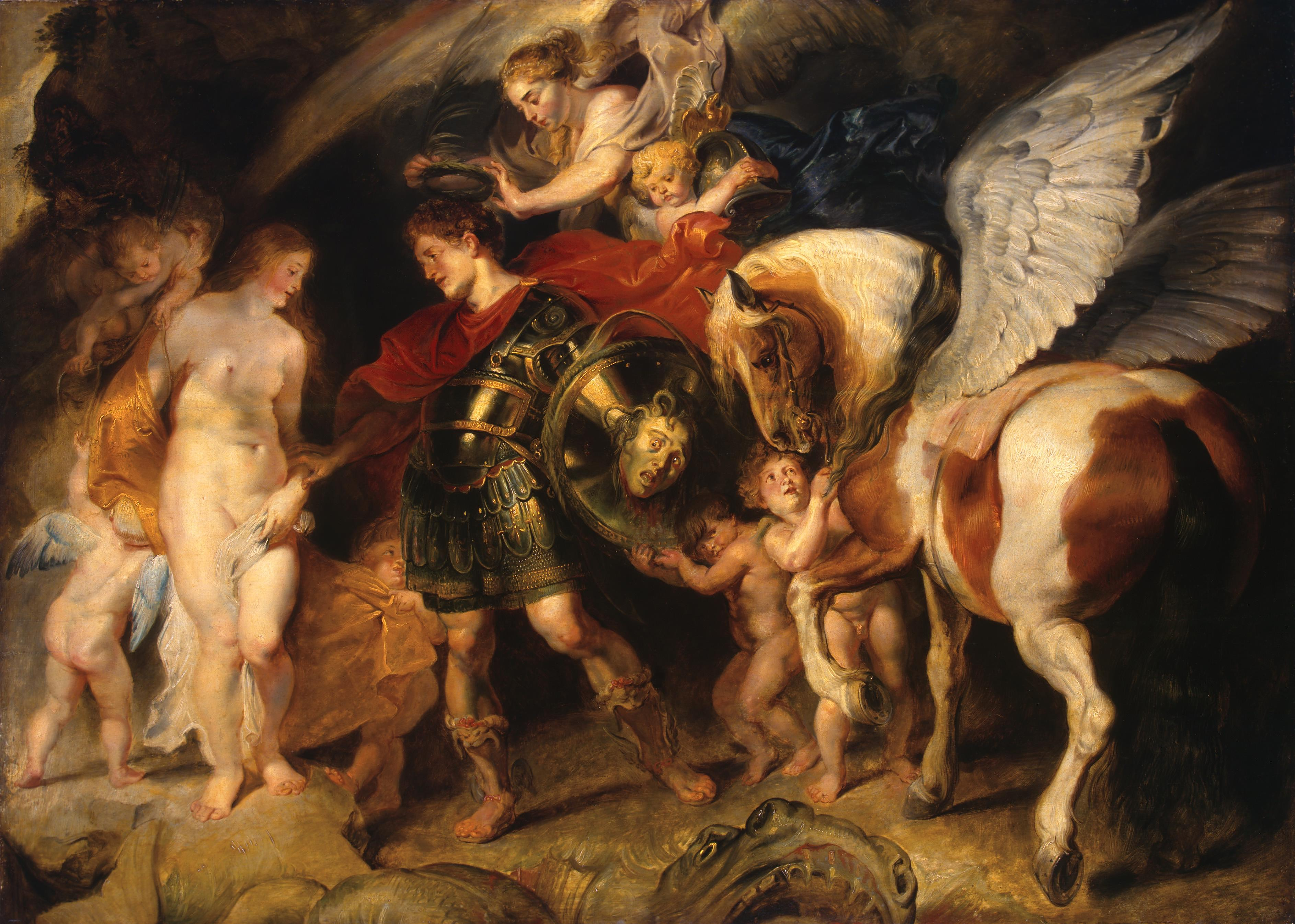
«Персей освобождает Андромеду». П. П. Рубенс. Эрмитаж, Санкт-Петербург

### В изобразительном искусстве

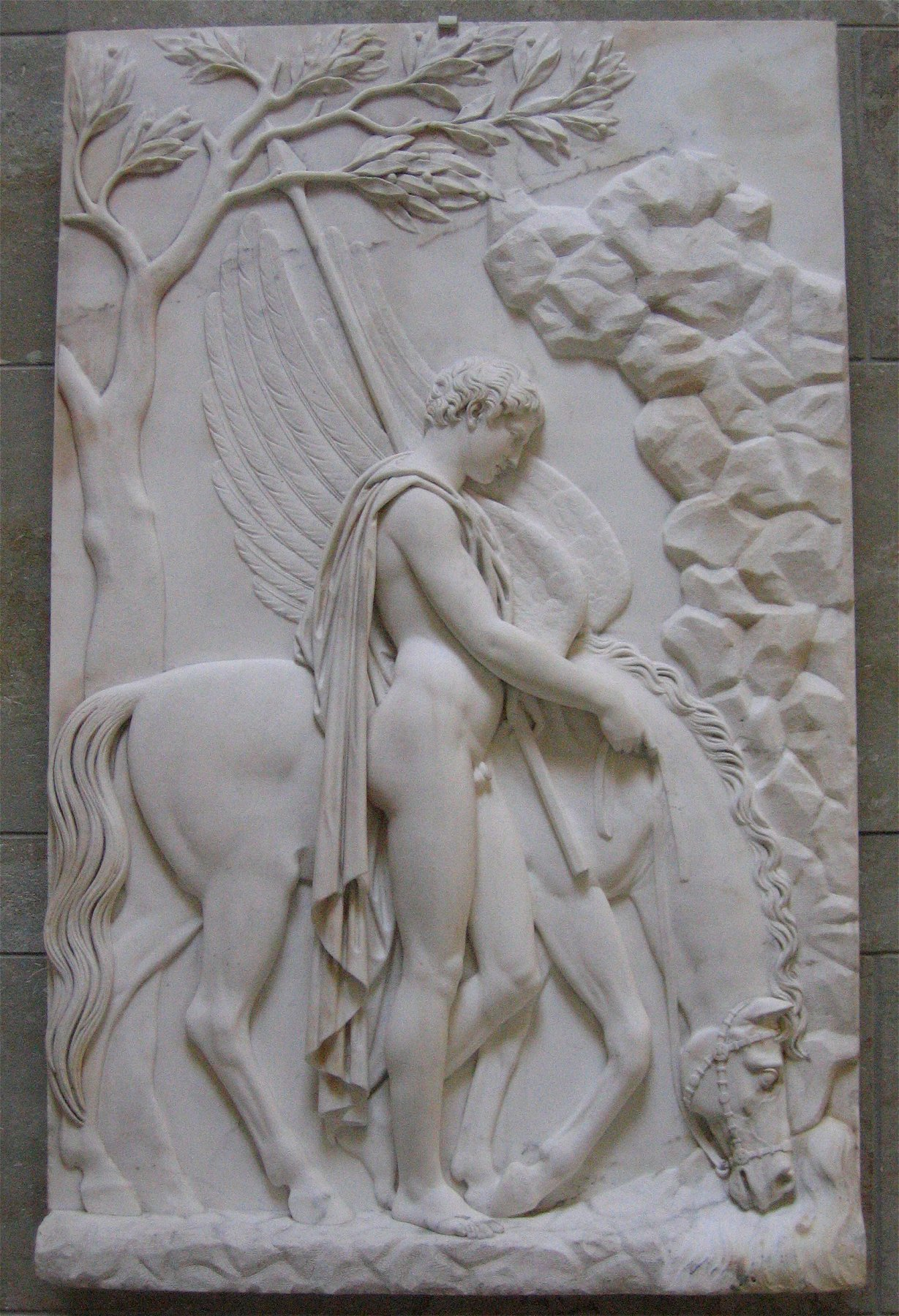
Юлиус Трошель. «Беллерофонт с Пегасом» (1840—1850), Новая пинакотека. Мюнхен

В античном изобразительном искусстве мифы о Беллерофонте были чрезвычайно популярными. Особенно часто изображали битву с Химерой в вазописи и скульптурах, а также на римских мозаиках. Также известны рельефы и росписи, отображающие другие связанные с ним сюжеты, такие как наказание Сфенебеи, Беллерофонт с Пегасом и др. Современные исследователи видят в Беллерофонте тот же архетип, что и в мифах о Персее и Андромеде, Кадме, Геракле, Ясоне, Аполлоне, побеждающем Пифона, Митре и других змееборцах Индии и Китая. Он состоял в том, что молодой юноша-герой приходит в чужую землю и убивает дракона или другое чудовище, спасая тем самым жителей края от его разрушительной силы. Общий архетип Персея с Беллерофонтом, а также переплетение мифологических сюжетов привели к поглощению образа коринфского героя убийцей Медузы Горгоны и освободителем Андромеды. Эта тенденция проявилась ещё в Античности, а затем получила распространение в последующие эпохи, когда Персея, а не Беллерофонта, стали изображать укротителем Пегаса. Наиболее отчётливо это видно на картине Питера Пауля Рубенса «Персей освобождает Андромеду».
Внешние сходство и общность сюжета победы Беллерофонта над Химерой и Георгия Победоносца над змием дало основание ряду исследователей называть античного мифологического героя прототипом одного из наиболее почитаемых христианских святых.
Среди произведений западноевропейского искусства к мифу о Беллерофонте обращались сравнительно редко. В IX веке миниатюры с Беллерофонтом поместили в Евангелие Лотаря и Библию Карла Лысого. Достаточно известны бронзовая фигура «Беллерофонт верхом на Пегасе» Бертольдо ди Джованни (1420—1491) и эскиз Питера Пауля Рубенса (1577—1640). В 1840—1850-х годах скульптор Юлиус Трошель создал барельеф «Пегас с Беллерофонтом», экспонируемый ныне в Новой пинакотеке в Мюнхене.
В 1829 году 23-летний русский художник А. А. Иванов написал картину «Беллерофонт отправляется в поход против Химеры». Работа лишена традиционного героико-патетического пафоса, характерного для того времени. Художник наделил молодого героя человеческими чертами, отобразил решимость совершить подвиг. В работе достаточно чётко отображён мифологический сюжет. Беллерофонт прощается с Иобатом. Влюблённая в юношу дочь царя горько переживает разлуку и беспокоится за жизнь молодого героя. Рядом с Беллерофонтом стоит готовый взлететь Пегас, а за ними возвышается фигура богини-покровительницы героя Афины Паллады. Тема произведения была задана художнику в качестве экзаменационной «для окончательной проверки его способностей перед отправлением за счёт Общества поощрения художников в Италию».

### В литературе
В промежуток между 432 и 431 годами до н. э. Еврипид поставил трагедию «Беллерофонт». Произведение до наших дней не дошло. В нём согласно пересказам других античных писателей герой отрицает само существование богов и сетует на то, что малые города с благочестивым населением зачастую попадают под власть сильных, но нечестивых народов. В XX веке обнаружили части считавшейся до этого утраченной драмы «Сфенебея». Часть монолога Беллерофонта содержит рассуждение о том, как плохо незнатному человеку, когда он женится на богатой. Монолог проникнут идеей прославления чистой любви.
Также к мифологическому сюжету в утерянной драме «Иобат» обращался Софокл.
Через 2,5 тысячи лет после античных трагиков в 1945 году немецким драматургом Г. Кайзером была написана драма «Беллерофонт».
Переосмысленная история героя рассказана писателями-фантастами Г.Л.Олди в мифологически-фэнтезийном романе «Золотой лук» (2021), состоящем из книг «Если герой приходит» (2021) и «Всё бывает» (2021).

### В музыке

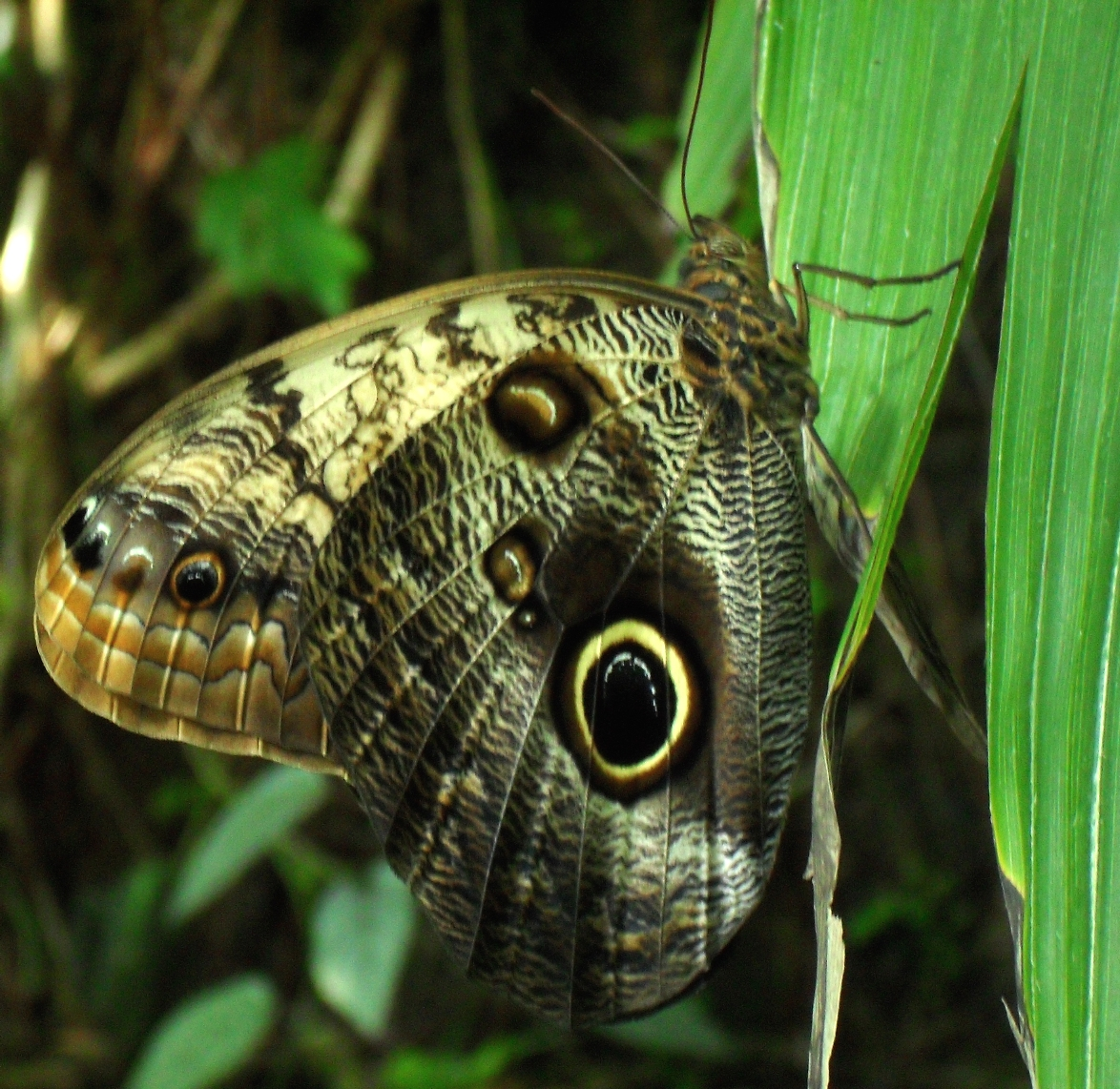
Бабочка Caligo bellerophon

В XVII—XVIII веках были созданы связанные с мифами о Беллерофонте оперные либретто пьес «Беллерофонт» Томы Корнеля, Бернара Фонтенеля и Никола Буало, ставшие основой одноимённых опер Жана-Батиста Люлли и Кристофа Граупнера. Также в это время появились оперы «Беллерофонт» Ф. Сакрати, Ф. Арайи и Й. Мысливечека, «Иобат и Беллерофонт» Р. Кайзера. В XX веке к сюжету вернулся румынский композитор Д. Куклин, написавший оперу «Беллерофонт».
«Капитан Беллерофонт» — песня российской рок-группы «Аквариум» с альбома 2011 года «Архангельск».

## В науке
Именем Беллерофонта был назван вид южноамериканских бабочек Caligo bellerophon Stichel, 1903.

## Комментарии
1. ↑  В Илиаде Гомера её именуют Антия[13]

### Античные источники
- Аполлодор. Мифологическая библиотека / Перевод, заключительная статья, примечания, указатель В. Г. Боруховича. — Л.: Наука, 1972.
- Геродот. История в девяти книгах / Перевод и примечания Г. А. Стратановского, под общей редакцией С. Л. Утченко. Редактор перевода Н. А. Мещерский. — Л.: Наука, 1972.
- Гесиод. Полное собрание текстов / вступ. ст. В. Н. Ярхо. Комм. О. П. Цыбенко и В. Н. Ярхо. — М.: Лабиринт, 2001. — 256 с. — (Античное наследие). — ISBN 5-87604-087-8.
- Гигин. Мифы / Перевод с латинского, комментарий Д. О. Торшилова под общей редакцией А. А. Тахо-Годи. — СПб.: Алетейя, 2000. — 360 с. — (Античная библиотека). — ISBN 5-89329-198-0.
- Гомер. Илиада / пер. Н. И. Гнедича. Изд. подг. А. И. Зайцев. — Л.: Наука, 1990.
- Павсаний. Описание Эллады / Перевод и примечания С. П. Кондратьева под редакцией Е. В. Никитюк. Ответственный редактор проф. Э. Д. Фролов.. — СПб.: Алетейя, 1996. — ISBN 5-89329-006-2.
- Пиндар, Вакхилид. Олимпийские песни // Оды. Фрагменты / Издание подготовил М.Л. Гаспаров. — М.: Наука, 1980.
- Плутарх. О доблести женской // Застольные беседы / Перевод и комментарии Я. М. Боровского. — Л.: Наука, 1990.
- Страбон. География в 17 книгах / Перевод, статья и комментарии Г. А. Стратановского под общей редакцией проф. С. Л. Утченко. Редактор перевода проф. О. О. Крюгер.. — М.: Ладомир, 1994.